# Stiptotarsus mocquerysi
Stiptotarsus mocquerysi là một loài bọ cánh cứng trong họ Bọ hung (Scarabaeidae).